# Pierre Toufaire
Pierre Toufaire, né à Châteaudun le 14 décembre 1739 et mort à Toulon le 3 septembre 1794, est un ingénieur et architecte français.

## Biographie
Fils de Pierre Toufaire, architecte et entrepreneur, et de Marie Audonneau, Pierre Toufaire travaille d'abord avec son père puis part et achève ses études à Paris. Le 1er janvier 1774, il est nommé ingénieur pour l'étude des bâtiments civils de la Marine à Rochefort, et est muté en septembre 1777 à la fonderie d'Indret où il est chargé de l'étude pour la construction des bâtiments destinés à abriter la fonderie de canons pour la marine. Il termine les travaux en 1778 et est nommé ingénieur en chef en janvier 1781, à Rochefort, ville où il accomplit une œuvre considérable, construisant en particulier les nouvelles casernes et le nouvel hôpital. Il établit aussi les plans des bâtiments de la fonderie du Creusot (1781-1782) et analyse la possibilité d'un dessèchement des marais de la région de Rochefort. 
Au début de la Révolution française, il travaille sur l'hôpital de Port-des-Barques et à la construction de cales pour les vaisseaux, et dessine une immense porte pour l'entrée de la ville de Rochefort, mais meurt à Toulon le 3 septembre 1794.

## Réalisations
- Casernes de Libourne (1764-1773)
- Travaux  sur la tour de Cordouan (1770-1773)[2]
- Casernes à Rochefort
- Hôtel de ville de Châteaudun (1776-1783)[3]
- Hôpital de la Marine de Rochefort (1783-1788)
- Fonderie de canons d'Indret (1777-1778)
- Plans de la fonderie du Creusot (1781-1782)

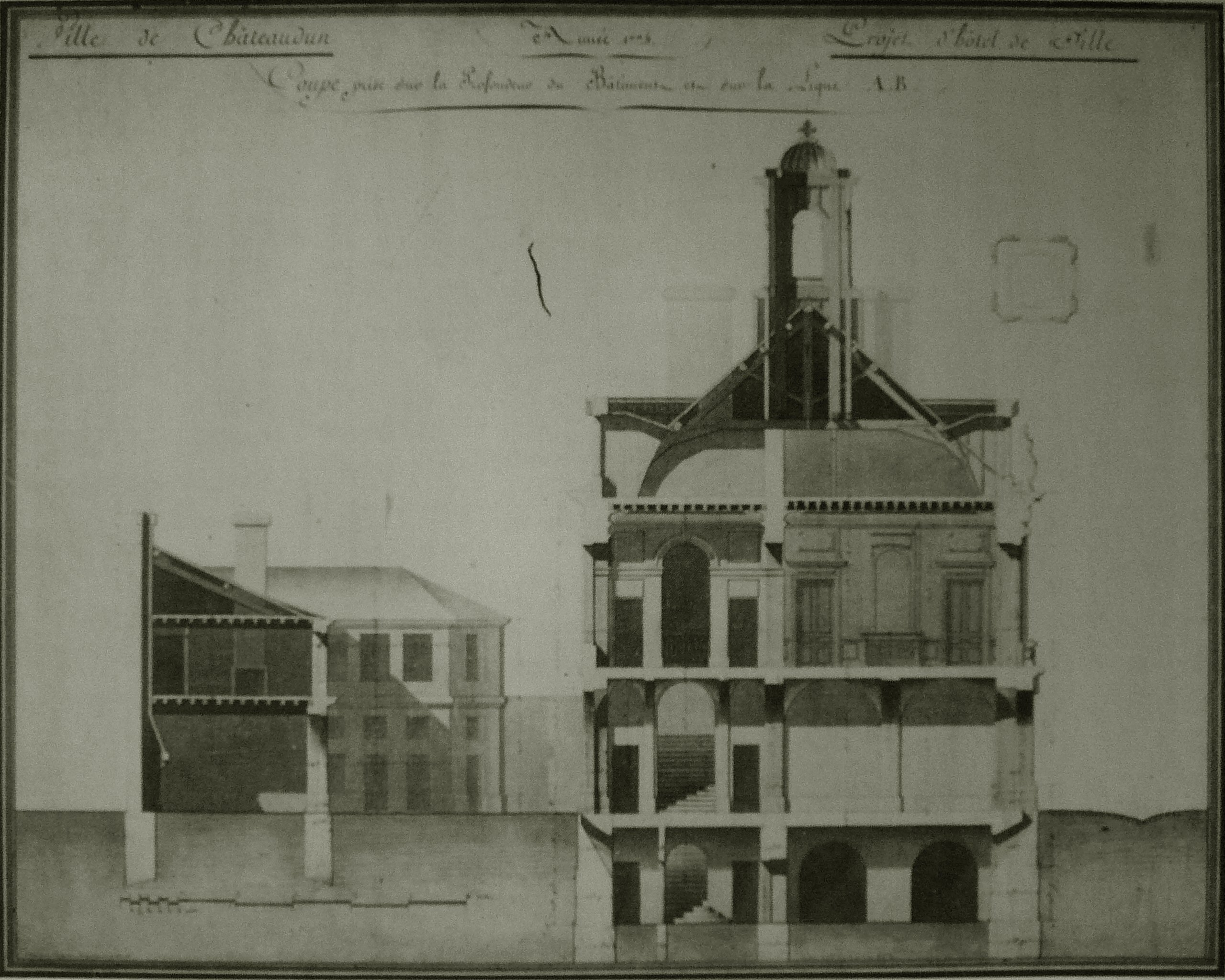
Coupe transversale de l'hôtel de ville de Châteaudun.
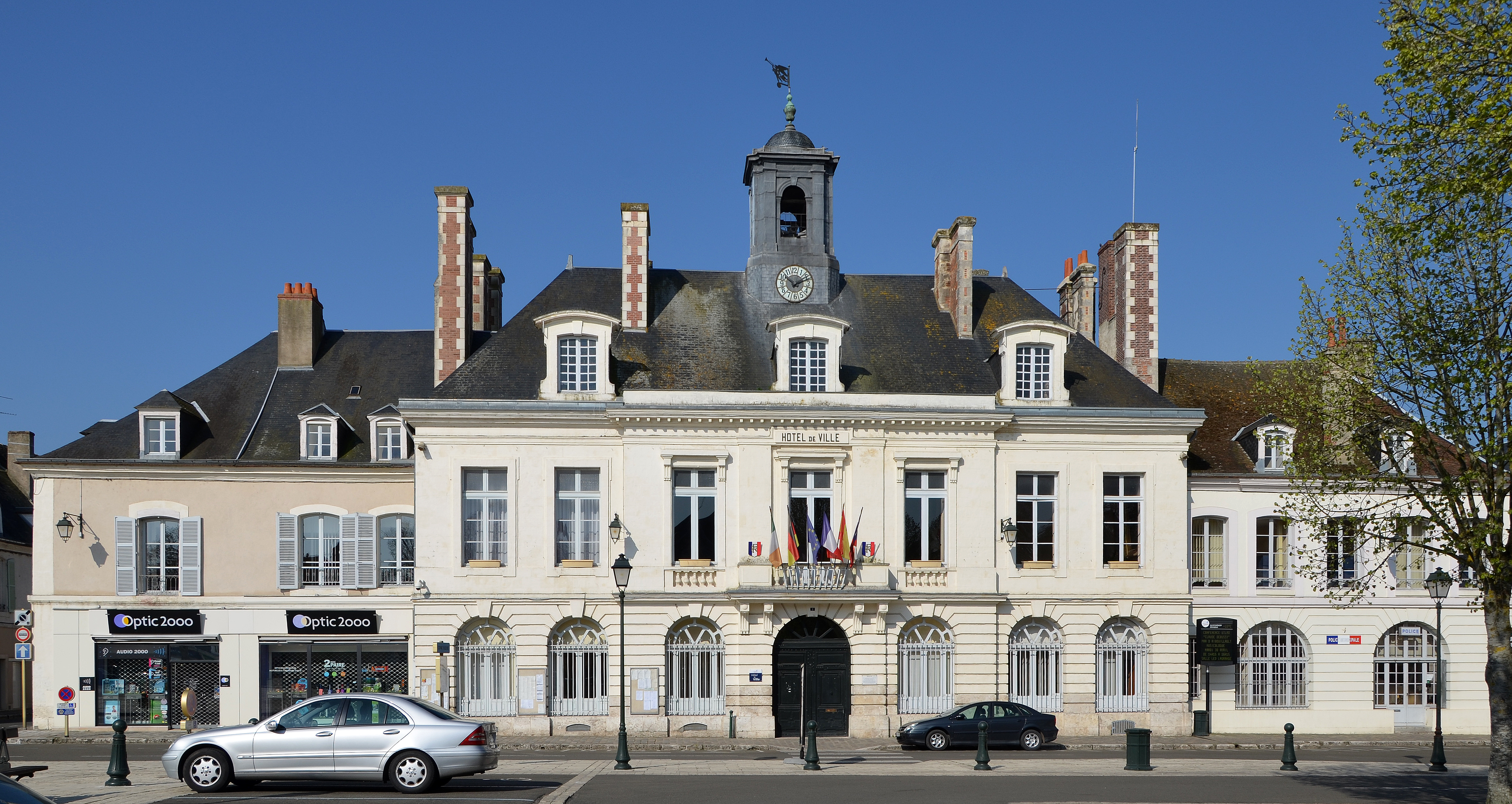
Hôtel de ville de Châteaudun. Façade principale.
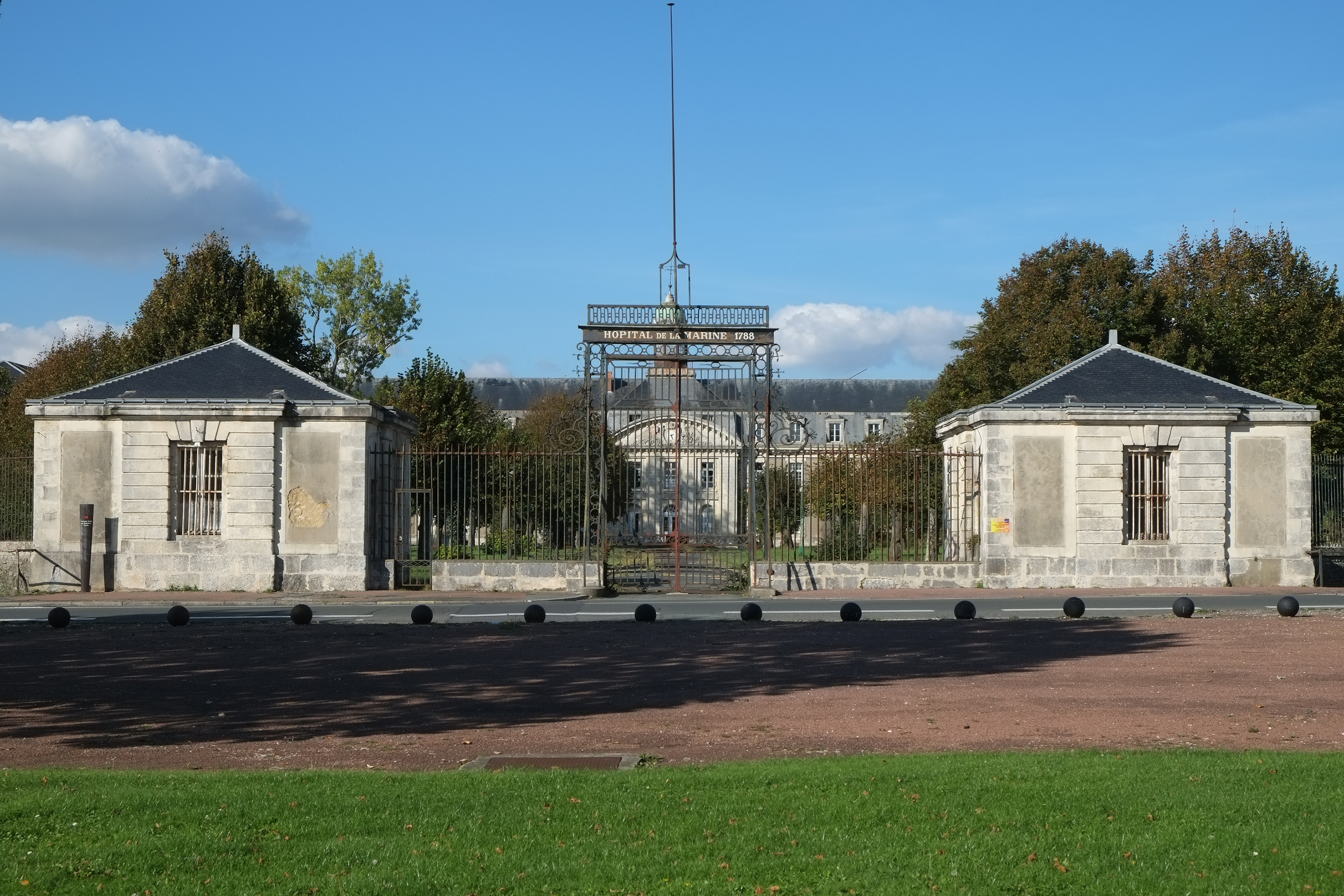
Hôpital de la Marine de Rochefort. Entrée principale.

## Hommages
Une rue de la ville de Châteaudun et une de celle de Rochefort portent son nom.